# حورية البحر الصغيرة (لعبة فيديو)
حورية البحر الصغيرة (بالإنجليزية: The Little Mermaid)‏، هي لعبة فيديو يابانية بترخيص من شركة والت ديزني الأمريكية، صدرت اللعبة في الأسواق سنة 1991م، وتعمل لمنصتي نينتندو إنترتينمنت سيستم وغيم بوي، فهي الجزء الأول من سلسلة الرسوم المتحركة الشهيرة حورية البحر.